# Rusłan Wasylkiw
Rusłan Borysowycz Wasylkiw, ukr. Руслан Борисович Васильків, ros. Руслан Борисович Васильков, Rusłan Borisowicz Wasilkow (ur. 8 stycznia 1973) – ukraiński piłkarz, grający na pozycji pomocnika, a wcześniej obrońcy.

## Kariera piłkarska

### Kariera klubowa
W 1991 rozpoczął karierę piłkarską w klubie SKA Odessa. Potem grał w drugiej drużynie Czornomorca Odessa, a 25 lipca 1995 debiutował w podstawowym składzie Czornomorca Odessa. Na początku 1996 został piłkarzem SK Mikołajów. Na początku 1998 powrócił do SK Odessa, a potem grał ponownie w Czornomorcu Odessa. W 2000 bronił barw Portowyka Iljiczewsk. W 2001 przeszedł do Spartaka Sumy. Latem 2001 przeniósł się do Obołoni Kijów. Zimą 2003 powrócił do Odessy, gdzie potem występował w klubie Reał Odessa oraz w amatorskich zespołach Iwan Odessa, FK Bielajewka, Junha-Dnister Odessa i Torpedo Odessa. W 2007 zakończył karierę piłkarską.

## Sukcesy i odznaczenia

### Sukcesy klubowe
- wicemistrz Ukrainy: 1996